# Млекопитающие Волгоградской области (Ежеобразные)
Фауна ежеобразных (Erinaceomorpha) Волгоградской области представлена 2 видами относящимися к 2 родам входящим в одно семейство.

## ПодотрядЕжеобразные(Erinaceomorpha)
| Семейство Ежовые (Erinaceidae)  |                                                                              | |
| Род Евразийские ежи (Erinaceus) |                                                                              | |
|                                 | Белогрудый, или белобрюхий, или восточноевропейский, ёж (Erinaceus concolor) | Придерживается лесных опушек, садов, лесопосадок, но встречается и на степных участках. Активен ночью. С ноября примерно до начала апреля находится в спячке. Размножаются один раз в год принося по 3-5 ежат. |
| Род Ушастые ежи (Hemiechinus)   |                                                                              | |
|                                 | Ушастый ёж (Hemiechinus auritus)                                             | Встречается в регионе чаще белогрудого. Заселяет в основном степные экосистемы, но встречается так же в пойменных лесах, поселениях человека, включая город Волгоград.                                         |